# Hylopedetes fuliginosus
Hylopedetes fuliginosus är en insektsart som beskrevs av David M. Rowell och Bentos-pereira 2005. Hylopedetes fuliginosus ingår i släktet Hylopedetes och familjen gräshoppor. Inga underarter finns listade i Catalogue of Life.